# Futebol de areia nos Jogos Sul-Americanos de Praia de 2019
As disputas do futebol de areia nos Jogos Sul-Americanos de Praia de 2019 ocorreram na cidade de Rosário, na Argentina, sede dos Jogos. A competição, se desenrolou entre os dias 20 e 23 de março de 2019, somente o torneio masculino foi realizado. Este, reuniu seleções de dez países e teve como campeão o Brasil.

## Quadro de medalhas
| Ordem | País      |   |   |   | Total |
| 1     | Brasil    | 1 |   |   | 1     |
| 2     | Argentina |   | 1 |   | 1     |
| 3     | Colômbia  |   |   | 1 | 1     |
| TOTAL | TOTAL     | 1 | 1 | 1 | 3     |

## Primeira fase
A fase inicial do torneio foi disputada em três grupos, dois com três equipes e um com quatro. Classificaram-se para as semifinais os primeiros colocados de cada grupo e o segundo colocado do grupo com quatro.
Os jogos desta fase ocorreram nos dias 20 e 21 de março.
| Grupo A | Grupo B | Grupo C |

| Pos. | Equipe    | Pontos |
| ---- | --------- | ------ |
| 1º   | Paraguai  | 6      |
| 2º   | Equador   | 3      |
| 3º   | Venezuela | 0      |

| Pos. | Equipe  | Pontos |
| ---- | ------- | ------ |
| 1º   | Brasil  | 6      |
| 2º   | Uruguai | 3      |
| 3º   | Chile   | 0      |

| Pos. | Equipe    | Pontos |
| ---- | --------- | ------ |
| 1º   | Argentina | 9      |
| 2º   | Colômbia  | 6      |
| 3º   | Peru      | 3      |
| 4º   | Guiana    | 0      |

## Fase final
As semifinais ocorreram em uma sexta, os quatro melhores times se cruzariam para determinar os finalistas, sendo que o melhor primeiro dos dois primeiros grupos enfrentaria o segundo colocado do último grupo.

### Semifinais
| 22 de março | Argentina | 2 – 1 | Paraguai | Rosário, Argentina |
| 11:30       |           |       |          |                    |

| 22 de março | Brasil | 7 – 4 | Colômbia | Rosário, Argentina |
| 13:00       |        |       |          |                    |

### Disputa pelo bronze
| 23 de março | Paraguai | 5 – 6 | Colômbia | Rosário, Argentina |
| 13:30       |          |       |          |                    |

### Disputa pelo ouro
| 23 de março | Argentina | 1 – 8 | Brasil | Rosário, Argentina |
| 14:45       |           |       |        |                    |

## A equipe vencedora
| Brasil          |
| --------------- |
| Mão             |
| Rafa Padilha    |
| Anderson Baiano |
| Antoni          |
| Nelito          |
| Filipe          |
| Bokinha         |
| Bruno Xavier    |
| Rodrigo         |
| Datinha         |
| Mauricinho      |
| Thanger         |